# Christian Landu Landu
Christian Landu Landu (Stavanger, 25 gennaio 1992) è un calciatore norvegese, difensore del Bryne.

## Caratteristiche tecniche
Landu Landu nasce come centrocampista, ma per via della sua fisicità viene schierato come difensore.

## Carriera

### Club
Landu Landu ha iniziato la carriera nel Tasta e si è trasferito poi al Viking nel 2005. Si è allenato con la formazione titolare per la prima volta nel 2006 e con il passare del tempo è stato aggregato definitivamente alla stessa. Egil Østenstad ne ha elogiato le qualità, definendolo un calciatore talentuoso.
L'esordio nell'Eliteserien è arrivato il 3 agosto 2008, subentrando a Joakim Austnes nel successo per 2-0 sul Lyn Oslo. La prima partita disputata interamente l'ha giocata a Sandefjord, contro la squadra omonima, in data 6 maggio 2009. Nell'Eliteserien 2009 ha collezionato 4 apparizioni. A novembre 2009, il procuratore sportivo del calciatore ha dichiarato che il suo assistito avrebbe sostenuto un provino con il Liverpool.
Nelle stagioni successive, il suo spazio in squadra è aumentato progressivamente. Nel campionato 2011 ha disputato 17 incontri, saltandone diversi altri a causa di un infortunio alla spalla.
Il 9 dicembre 2014, il Tromsø ha comunicato ufficialmente d'aver ingaggiato il giocatore, che si è legato al nuovo club con un contratto triennale valido a partire dal 1º gennaio 2015.
Il 15 gennaio 2018 ha firmato un nuovo contratto col Tromsø, dalla durata annuale.
Libero da vincoli contrattuali, in data 20 febbraio 2019 ha firmato un accordo annuale con il Sandnes Ulf. Il 4 gennaio 2020 ha prolungato l'accordo con il club per altre due stagioni.
Il 23 novembre 2022 è stato annunciato il suo passaggio al Bryne, per cui ha firmato un contratto biennale valido a partire dal 1º gennaio 2023.

## Statistiche

### Presenze e reti nei club
Statistiche aggiornate al 9 gennaio 2023.
| Stagione           | Club               | Campionato         | Campionato | Campionato | Coppe nazionali | Coppe nazionali | Coppe nazionali | Coppe continentali | Coppe continentali | Coppe continentali | Supercoppe | Supercoppe | Supercoppe | Totale | Totale |
| Stagione           | Club               | Comp               | Pres       | Reti       | Comp            | Pres            | Reti            | Comp               | Pres               | Reti               | Comp       | Pres       | Reti       | Pres   | Reti   |
| ------------------ | ------------------ | ------------------ | ---------- | ---------- | --------------- | --------------- | --------------- | ------------------ | ------------------ | ------------------ | ---------- | ---------- | ---------- | ------ | ------ |
| 2008               | Viking             | ES                 | 1          | 0          | CN              | 1               | 0               | CU                 | 0                  | 0                  | -          | -          | -          | 2      | 0      |
| 2009               | Viking             | ES                 | 4          | 0          | CN              | 1               | 0               | -                  | -                  | -                  | -          | -          | -          | 5      | 0      |
| 2010               | Viking             | ES                 | 12         | 0          | CN              | 1               | 0               | -                  | -                  | -                  | -          | -          | -          | 13     | 0      |
| 2011               | Viking             | ES                 | 17         | 0          | CN              | 4               | 0               | -                  | -                  | -                  | -          | -          | -          | 21     | 0      |
| 2012               | Viking             | ES                 | 13         | 1          | CN              | 3               | 0               | -                  | -                  | -                  | -          | -          | -          | 16     | 1      |
| 2013               | Viking             | ES                 | 24         | 0          | CN              | 3               | 0               | -                  | -                  | -                  | -          | -          | -          | 27     | 0      |
| 2014               | Viking             | ES                 | 17         | 1          | CN              | 4               | 1               | -                  | -                  | -                  | -          | -          | -          | 21     | 2      |
| Totale Viking      | Totale Viking      | Totale Viking      | 88         | 2          |                 | 17              | 1               |                    | 0                  | 0                  |            | -          | -          | 105    | 3      |
| 2015               | Tromsø             | ES                 | 20         | 0          | CN              | 0               | 0               | -                  | -                  | -                  | -          | -          | -          | 20     | 0      |
| 2016               | Tromsø             | ES                 | 28         | 0          | CN              | 5               | 0               | -                  | -                  | -                  | -          | -          | -          | 33     | 0      |
| 2017               | Tromsø             | ES                 | 24         | 1          | CN              | 2               | 0               | -                  | -                  | -                  | -          | -          | -          | 26     | 1      |
| 2018               | Tromsø             | ES                 | 12         | 0          | CN              | 4               | 1               | -                  | -                  | -                  | -          | -          | -          | 16     | 1      |
| Totale Tromsø      | Totale Tromsø      | Totale Tromsø      | 84         | 1          |                 | 11              | 1               |                    | -                  | -                  |            | -          | -          | 95     | 2      |
| 2019               | Sandnes Ulf        | 1D                 | 24         | 1          | CN              | 1               | 0               | -                  | -                  | -                  | -          | -          | -          | 25     | 1      |
| 2020               | Sandnes Ulf        | 1D                 | 25         | 1          | -               | -               | -               | -                  | -                  | -                  | -          | -          | -          | 25     | 1      |
| 2021               | Sandnes Ulf        | 1D                 | 23         | 1          | CN              | 4               | 0               | -                  | -                  | -                  | -          | -          | -          | 27     | 1      |
| 2022               | Sandnes Ulf        | 1D                 | 22+1       | 0          | CN              | 2               | 0               | -                  | -                  | -                  | -          | -          | -          | 25     | 0      |
| Totale Sandnes Ulf | Totale Sandnes Ulf | Totale Sandnes Ulf | 94+1       | 3+0        |                 | 7               | 0               |                    | -                  | -                  |            | -          | -          | 102    | 3      |
| 2023               | Bryne              | 1D                 | 0          | 0          | CN              | 0               | 0               | -                  | -                  | -                  | -          | -          | -          | 0      | 0      |
| Totale             | Totale             | Totale             | 266+1      | 6          |                 | 35              | 2               |                    | 0                  | 0                  |            | -          | -          | 302    | 8      |